# RCD Espanyol (volleyboll)
RCD Espanyol hade under året 1982 och 1993 en framgångsrik damvolleybollsektion. Sektionen fanns före 1982 som en egen klubb med namnet Associació Esportiva Cornellà. De blev spanska mästare fem gånger (tre gånger som sektion och två som egen klubb. De vann även copa de la Reina sex gånger (fem gånger som sektion och en som egen klubb). De vann även spanska supercupen den enda gången tävlingen genomfördes under 1900-talet.